# Albert du Vignau
Albert du Vignau (* 7. April 1795 in Magdeburg; † 30. April 1885 in Warmbrunn) war ein preußischer Generalmajor und Militärschriftsteller.

## Leben

### Herkunft
Albert war ein Urenkel des sachsen-meiningischen Agenten in Dresden Daniel du Vignau. Seine Eltern waren der Geheime Regierungsrat und Steuerdirektor Wilhelm du Vignau (1756–1844) und dessen Ehefrau Wilhelmine, geborene Goßler (1768–1847). Sein älterer Bruder, der Wirkliche Geheime Oberregierungspräsident in Erfurt Justus Wilhelm von Vignau (1793–1866), wurde 1860 in den preußischen Adelsstand erhoben.

### Werdegang
Vignau begann seine Laufbahn 1809 als Kanonier in westfälischen Diensten und avancierte bis 1812 zum Premierleutnant. Er nahm während des Russlandfeldzuges mit den Verbündeten Franzosen an den Kämpfen bei Smolensk, Mosheisk, Wjasma und Moskau teil. An der Beresina geriet er in Gefangenschaft.
Während der Befreiungskriege trat Vignau 1814 als Sekondeleutnant in preußische Dienste, und wurde der Schlesischen Artilleriebrigade aggregiert. Er erhielt 1816 seine erneute Beförderung zum Premierleutnant in der Brandenburgischen Artilleriebrigade und wurde 1819 Adjutant der Garde-Artilleriebrigade, wo er im selben Jahr noch bei Beibehaltung seiner Stellung aggregiert wurde. Mit seinem Aufstieg zum Kapitän in der Adjutantur wurde Vignau auch Adjutant der 1. Artillerie-Inspektion. Seit Beginn des Jahres 1821 war er Artillerieoffizier vom Platz in Thorn. 1827 wechselte er zur 6. Artilleriebrigade, wurde 1829 aber Lehrer an der Artillerie- und Ingenieurschule und an der Allgemeinen Kriegsschule sowie Mitglied der Studienkommission. Als Ehrung erhielt er 1829 den Schwertorden III. Klasse, und 1834 den Orden des Heiligen Wladimir IV. Klasse. Er avancierte 1836 zum Major und wurde 1837 5. Stabsoffizier bei der 3. Artilleriebrigade sowie Mitglied der Artillerie-Prüfungskommission. Mit seiner Berufung zum Kommandeur der Festungsreserveartillerie in Mainz 1839 wurde er auch der 8. Artilleriebrigade aggregiert. Seit 1842 war er Abteilungskommandeur in der 6. Artilleriebrigade, stieg 1846 zum Oberstleutnant auf und wurde 1847 mit der Führung der 3. Artilleriebrigade beauftragt. 1847 folgte seine Ernennung zum Brigadier und 1848 erhielt Vignau seine Beförderung zum Oberst. Seit 1849 war er mit der Wahrnehmung der Direktorenstelle des preußischen Militärtelegraphendienstes beauftragt und wurde zu den Offizieren von der Armee versetzt. Als er 1850 Kommandant der Festung Thorn wurde, sollte er die Direktorenstelle bis zu deren Auflösung durch den Kriegsminister beibehalten. Vignau wurde 1852 als Generalmajor mit Pension zur Disposition gestellt. 1854 hat er seinen endgültigen Abschied mit Pension und 1859 den Roten Adlerorden II. Klasse mit Eichenlaub erhalten.

### Familie
Vignau vermählte sich 1822 in Thorn mit der Pfarrerstochter Ida Natalie Lambeck (1802–1881). Aus der Ehe sind 12 Kinder hervorgegangen, wovon mehrere Söhne als Offizier in der Armee dienten. Der jüngste Sohn Immo wurde persischer Telegraphen-Beamter in Isfahan, Olga (1838–1915) heiratete den Generalmajor Rudolf Kurt von Hertzberg (1832–1898), Thora (* 1829) den Oberst Wilhelm Adolf Ferdinand von Langermann und Erlenkamp.

## Werke
- Über die Anwendbarkeit der Eisenbahnen mit Lokomotivmaschinen zu militärischen Zwecken. In: Zeitschrift für Kunst, Wissenschaft und Geschichte des Krieges. Heft 1, 1837, S. 35–72.
- Abhandlungen über eine Anzahl der in neuerer Zeit wichtigsten Gegenstände des Artillerie-Wesens. 1841, (Digitalisat.)
- Ueber die Veränderungen, welche dem Artillerie – Wesen durch das verbesserte Infanterie – Gewehr auferlegt werden. 1855, (Digitalisat.)
- mit J. P. Lefrén: Ansichten des Königlich Schwedischen Generals Lefrén über Erziehung und Unterricht im Allgemeinen, und Bericht desselben über die Kriegs-Akademie zu Karlberg bei Stockholm im Besonderen. 1936.
- mit Charles Bormann: Das Shrapnel-Geschoss in England und Belgien nebst Betrachtungen über dessen Gebrauch im letzten Krimm-Kriege. 1863.